# Stefano Stornato
Stefano Stornato (zm. 1138) – włoski kardynał.
Pochodził z Wenecji. Nominację kardynalską otrzymał od Honoriusza II w 1125 roku i w 1127 był jego legatem w Torcello. Podpisywał bulle papieskie między 5 maja 1125 a 10 czerwca 1135 jako diakon S. Lucia in Orthea. W okresie schizmy Anakleta II (1130–38) początkowo poparł antypapieża, który mianował go kardynałem prezbiterem S. Lorenzo in Damaso, jednak najpóźniej w 1132 przeszedł na stronę prawowitego papieża Innocentego II, który nie uznał tej promocji. Od 1136 roku był legatem papieskim na obszarze Patriarchatu Akwilei. Ostatnia wzmianka o nim pochodzi z 12 czerwca 1138.